# Триоксоплатинат(IV) калия
Триоксоплатинат(IV) калия — неорганическое соединение,
двойной оксид платины и калия
с формулой K2PtO3,
кристаллы,
образует кристаллогидраты.

## Получение
- Сплавление диоксида калия и платиновой черни:

{\displaystyle {\mathsf {4KO_{2}+2Pt\ {\xrightarrow {T}}\ 2K_{2}PtO_{3}+O_{2}}}}

## Физические свойства
Триоксоплатинат(IV) калия образует кристаллы.
Образует кристаллогидрат состава K2PtO3•3H2O — жёлтые кристаллы, которые можно рассматривать как гексагидроксоплатинат(IV) калия — K2[Pt(OH)6].